# 毛茛叶翠雀花
毛茛叶翠雀花（学名：Delphinium hillcoatiae）是毛茛科翠雀属的植物，为中国的特有植物。分布于中国大陆的西藏等地，生长于海拔3,700米的地区，常生长在山地草坡，目前尚未由人工引种栽培。